# Thomas Winning
Thomas Joseph Winning, (ur. 3 czerwca 1925 w Wishaw, zm. 17 czerwca 2001 w Glasgow) – szkocki duchowny katolicki, kardynał, arcybiskup Glasgow.

## Życiorys
W 1945 roku rozpoczął studia w Papieskim Kolegium Szkockim w Rzymie i tam 18 grudnia 1948 roku przyjął święcenia kapłańskie. Następnie studiował teologię i prawo kanoniczne na Uniwersytecie Gregoriańskim, gdzie obronił doktorat. Po powrocie do Szkocji pracował jako wikariusz, sekretarz diecezji i kapelan - aż do ponownego wyjazdu w 1961 roku do Rzymu, gdzie został ojcem duchowym Kolegium Szkockiego.
22 października 1971 roku został mianowany biskupem tytularnym Lugmad i zarazem biskupem pomocniczym diecezji Glasgow. Po trzech latach posługi biskupiej 23 kwietnia 1974 roku został arcybiskupem Glasgow. W 1985 roku stanął na czele Konferencji Episkopatu Szkocji.
26 listopada 1994 roku Jan Paweł II wyniósł go do godności kardynalskiej z tytułem prezbitera Sant’Andrea delle Fratte. Zmarł w Glasgow i tam został pochowany w podziemiach katedry św. Andrzeja.